# Gold Coast (Úc)
Gold Coast (tiếng Việt: Bờ Biển Vàng) là một thành phố thuộc tiểu bang Queensland ở bờ Đông của nước Úc, cách thủ phủ Brisbane khoảng 94 km về phía Nam. Gold Coast có khoảng 638,090 dân (2016) và là thành phố phát triển nhanh nhất ở Úc theo số dân. Đây là thành phố lớn thừ nhì của bang này và là thành phố lớn thứ 6 ở Úc.
Vùng Gold Coast hầu như không có người gốc Châu Âu sống cho đến năm 1823 khi nhà thám hiểm John Oxley đáp xuống bãi biển Mermaid Beach. Nguồn cung từ cây hồng xuân của vùng nội địa thu hút người dân vào sinh sống ở khu vực này vào giữa thế kỷ 19. Sau đó vào năm 1875, quận Southport ngày nay được khảo sát và thành lập, nổi tiếng từ đó là một điểm đến nghỉ dưỡng tách biệt cho những cư dân giàu có ở Brisbane.
Sau khi thành lập khách sạn Surfers Paradise vào cuối những năm 1920, kinh tế Gold Coast đã tăng trưởng đáng kể. Khu vực này bùng nổ vào những năm 1980 như là một điểm du lịch hàng đầu vào năm 1994, khu vực chính quyền địa phương của Thành phố Gold Coast được mở rộng để bao trùm phần lớn khu vực đô thị của Gold Coast, trở thành khu vực chính quyền địa phương đông dân thứ hai tại bang Queensland sau Thành phố Brisbane.
Ngày nay, Gold Coast là một điểm du lịch chính với khí hậu cận nhiệt đới nhiều nắng và đã trở nên nổi tiếng với những bãi biển lướt sóng, các tòa nhà chọc trời, những công viên giải trí về đêm, và những các khu rừng mưa nhiệt đới nội địa. Thành phố này là một phần của ngành công nghiệp giải trí của quốc gia với các sản phẩm truyền hình và một ngành công nghiệp điện ảnh lớn. Thành phố đã tổ chức đại hội Khối thịnh vượng chung 21 diễn ra từ ngày 4 đến ngày 15 tháng 4 năm 2018.

## Lịch sử
Gold Coast từng là nơi sinh sống của một số thổ dân bản địa người Yugambeh, bao gồm các dân tộc Kombumerri, Bullongin và Tulgi-gi-gin.

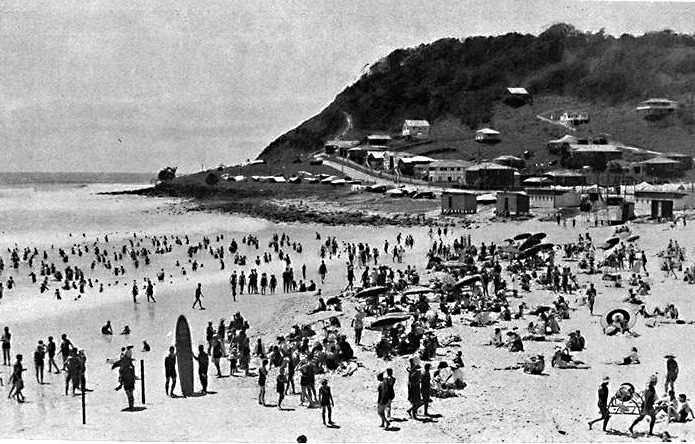
Golden Coast năm 1939

Trung úy James Cook trở thành người châu Âu đầu tiên lưu ý khu vực này khi ông đi thuyền dọc bờ biển vào ngày 16 tháng 5 năm 1770 tại HMS Endeavour. Thuyền trưởng Matthew Flinders, một nhà thám hiểm lập biểu đồ lục địa phía bắc từ thuộc địa New South Wales, đi thuyền qua đây năm 1802. Các tù nhân thoát khỏi khu định cư Moreton Bay đã trốn trong khu vực. Khu vực này vẫn phần lớn không có người ở châu Âu cho đến năm 1823 khi nhà thám hiểm John Oxley đáp xuống bãi biển Mermaid, được đặt theo tên của một thợ cắt tên là Mermaid. Nguồn cung hồng xuân của vùng nội địa thu hút người dân vào khu vực vào giữa thế kỷ 19.
Một số thị trấn nhỏ phát triển dọc theo bờ biển và trong nội địa. Vùng ngoại ô phía tây của Nerang đã được khảo sát và thiết lập làm cơ sở cho ngành công nghiệp và đến năm 1870 một khu dự trữ thị trấn đã được đặt sang một bên. Đến năm 1873, dự trữ thị trấn của Burleigh Heads cũng đã được khảo sát và bán đất thành công đã diễn ra. Vào năm 1875, khu định cư nhỏ đối diện với đoạn thuyền ở đầu sông Nerang, được gọi là Nerang Heads hoặc Nerang Creek Heads, được khảo sát, đổi tên thành Southport với doanh số bán đất đầu tiên dự kiến diễn ra tại Beenleigh. Southport nhanh chóng nổi tiếng như một điểm đến nghỉ dưỡng tách biệt cho những cư dân giàu có ở Brisbane.
Gold Coast ban đầu được biết đến là South Coast (vì nó là phía nam Brisbane). Tuy nhiên, giá cả tăng cao đối với bất động sản và hàng hóa và dịch vụ khác dẫn đến biệt danh của "Gold Coast" từ năm 1950. Người dân địa phương ở South Coast ban đầu coi tên "Gold Coast" là sự xúc phạm. Tuy nhiên, thực tế cái tên "Gold Coast" chỉ đơn giản là trở thành một cách gọi thuận tiện để tham khảo dải nghỉ lễ từ Southport đến Coolangatta. Thị trấn South Coast được hình thành thông qua sự pha trộn của Thị trấn Coolangatta và Thị trấn Southport cùng với các khu vực ven biển (như Burleigh Heads) từ Shire of Nerang vào ngày 17 tháng 6 năm 1949 với ảnh hưởng của bờ biển Gold Coast ngày nay như một khu vực chính quyền địa phương duy nhất. Khi ngành du lịch phát triển vào những năm 1950, các doanh nghiệp địa phương bắt đầu áp dụng thuật ngữ Gold Coast, vào ngày 23 tháng 10 năm 1958, thị trấn South Coast được đổi tên thành Thị trấn Gold Coast. Khu vực này đã được tuyên bố là thành phố chưa đầy một năm sau đó vào ngày 16 tháng 5 năm 1959. Năm 1995, Albert Shire được hợp nhất với thành phố Gold Coast.
Trong năm 2007, Gold Coast đã vượt qua Newcastle, New South Wales về dân số, trở thành thành phố lớn thứ sáu ở Úc và là thành phố lớn nhất Úc nếu không tính các thủ phủ.
Ngày nay, Gold Coast được biết đến với những bãi biển lướt sóng cát vàng, công viên giải trí và các khu rừng nhiệt đới. Gold Coast đã tổ chức Đại hội Khối thịnh vượng chung năm 2018.

## Địa lí

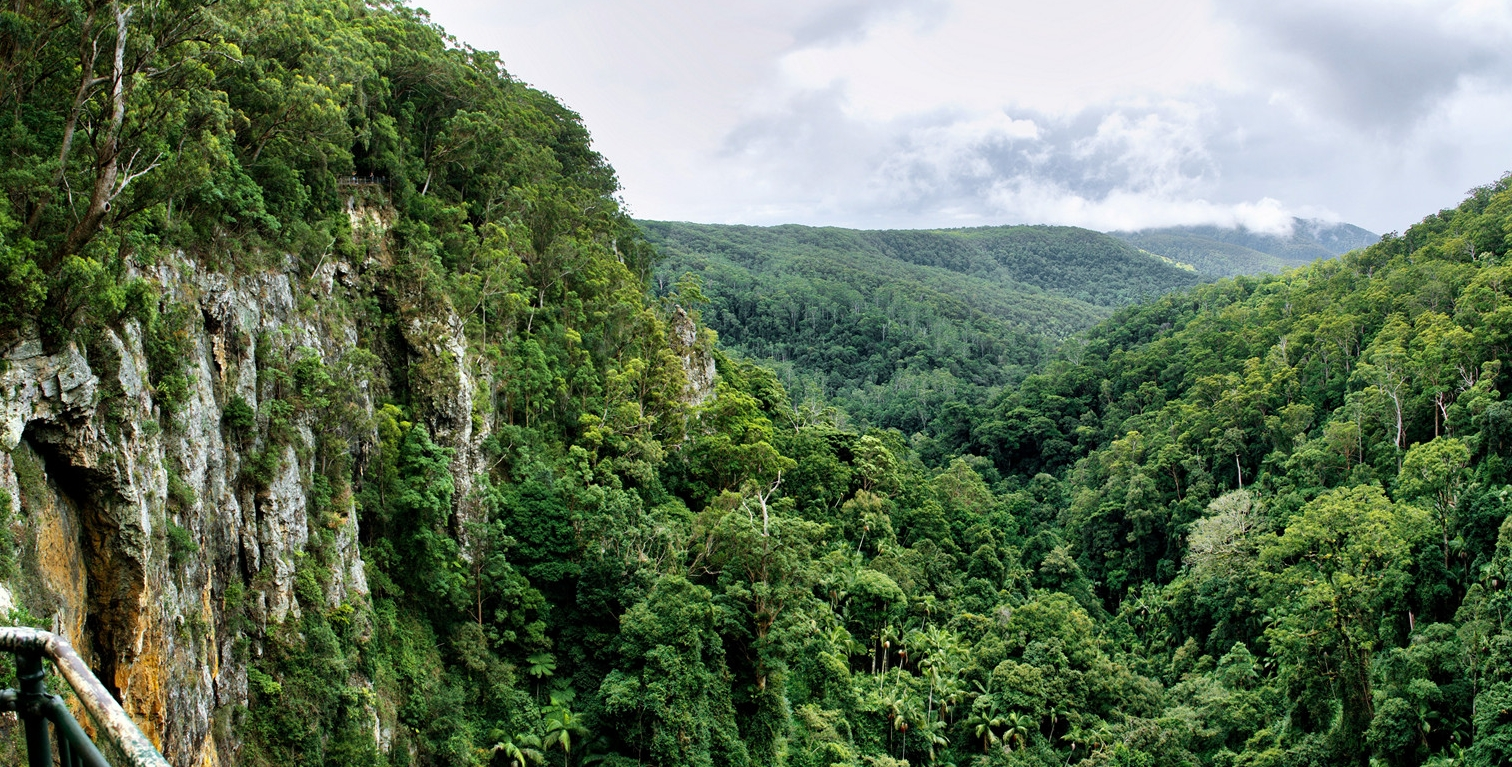
Thác Purling Brook ở một khu rừng nằm gần Gold Coast

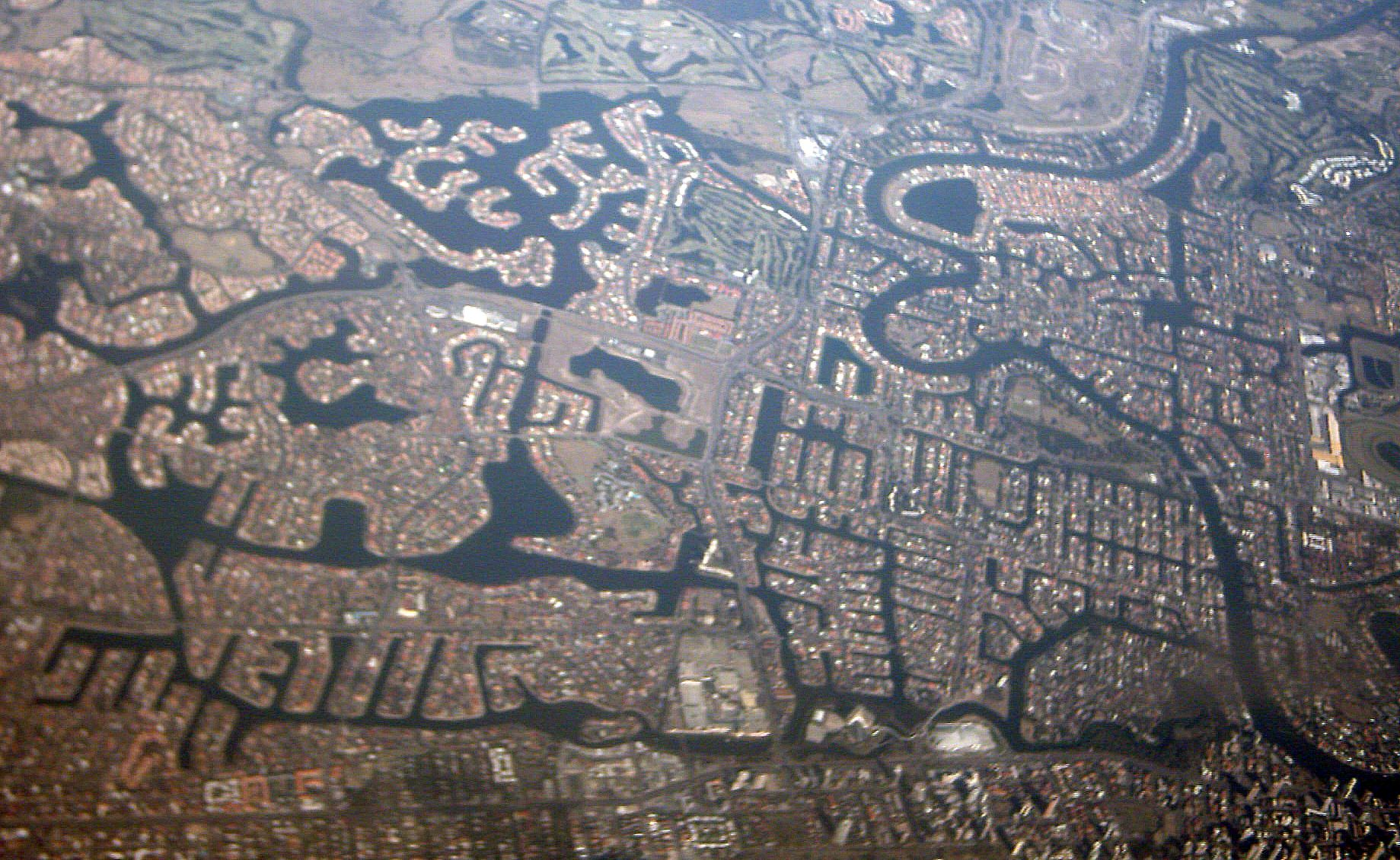
Mộc góc ngoại ô Gold Coast nhìn từ vệ tinh.

Một nửa Gold Coast được bao phủ bởi các loại rừng, bao gồm các mảng nhỏ của rừng mưa nhiệt đới nguyên sơ, các đảo bị ngập mặn, và các vùng rừng nhiệt đới ven biển và đất nông nghiệp với các khu rừng bạch đàn chưa được khai thác. Trong số các rừng thông được trồng vào những năm 1950 và 1960, khi việc trồng rừng thương mại để giảm thiểu thuế được khuyến khích bởi chính phủ Liên bang, những tàn dư nhỏ vẫn còn lại.
Thành phố Gold Coast nằm ở góc đông nam của Queensland, phía nam Brisbane, thủ phủ của bang. Sông Albert tách Gold Coast khỏi Thành phố Logan, một khu vực ngoại ô của Brisbane.
Thành phố Gold Coast trải dài từ Beenleigh và đảo Russell đến địa giới với New South Wales (NSW) khoảng 56 km (35 dặm) về phía nam, và kéo dài từ bờ biển phía tây đến chân đồi của dãy núi Great Dividing trong vườn quốc gia Lamington, một địa danh được liệt kê trong những Di sản thế giới.
Thị trấn cực nam của Thành phố Gold Coast, Coolangatta, bao gồm Point Danger và ngọn hải đăng của nó. Coolangatta là một thành phố sinh đôi với Tweed Heads nằm ngay bên kia NSW. Tại tọa độ 28.1667 ° S 153.55 ° E, đây là điểm cực đông trên đại lục Queensland (Điểm Lookout trên đảo ngoài khơi của Bắc Stradbroke là hơi xa về phía đông). Từ Coolangatta, khoảng 40 km là các khu nghỉ mát và những bãi biển lướt sóng trải dài về phía bắc đến vùng ngoại ô của Main Beach, và sau đó xa hơn trên Đảo Stradbroke. Các vùng ngoại ô của Southport và Surfers Paradise tạo thành trung tâm thương mại của Gold Coast. Sông chính trong khu vực là sông Nerang. Phần lớn đất giữa dải đất ven biển và vùng nội địa là vùng đất ngập nước thoát ra từ con sông này, nhưng đầm lầy đã được chuyển đổi thành đường thủy nhân tạo (trên 260 km (160 mi) chiều dài gấp 9 lần chiều dài các kênh đào của Venice, Ý) và các đảo nhân tạo được bao phủ trong các ngôi nhà cao cấp. Dải bờ biển phát triển mạnh nằm trên một hàng rào hẹp giữa các đường thủy và biển.
Về phía tây, thành phố giáp với một phần của dãy Great Dividing thường được gọi là vùng nội địa Gold Coast. Diện tích 206 km2 (80 dặm vuông) của dãy núi được bảo vệ bởi Vườn Quốc gia Lamington và được công nhận là khu vực Di sản Thế giới để ghi nhận các đặc điểm địa chất nổi bật xung quanh với núi lửa và số lượng các loài động vật quý hiếm đang bị đe dọa tuyệt chủng. Khu vực này thu hút những người đi bộ đường dài xuyên rừng và những người đi bộ trong ngày.

### Cấu trúc đô thị
Thành phố Gold Coast bao gồm các vùng ngoại ô, các địa phương, thị xã và các huyện nông thôn.
Việc tuyên bố Southport là một khu vực phát triển ưu tiên (PDA) và đầu tư mới vào khu trung tâm đang thúc đẩy sự thay đổi mang tính biến đổi và tạo ra các cơ hội kinh doanh và đầu tư mới. Tại trung tâm của Gold Coast là sự xuất hiện của một CBD được hồi sinh, năng động và sôi động; một CBD sẽ định vị Gold Coast là một địa điểm kinh doanh, đầu tư và lối sống cạnh tranh toàn cầu.

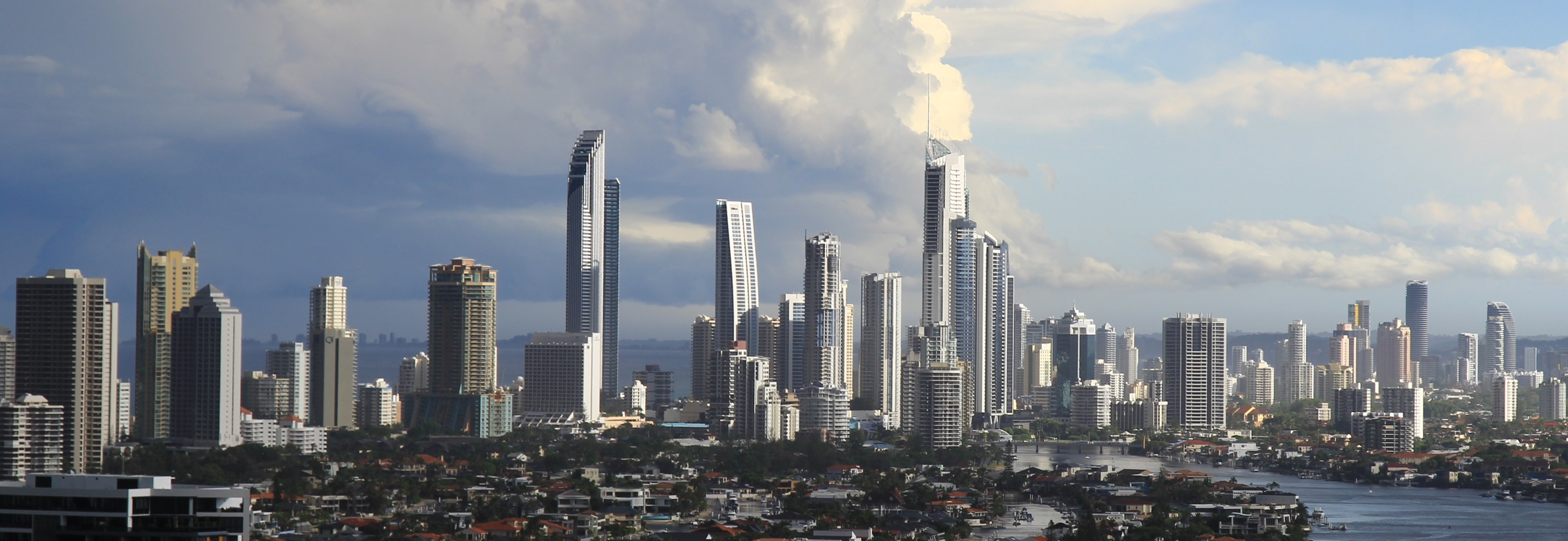
Đường chân trời Gold Coast

### Đường thủy
Cuộc sống trên những ngôi nhà ven kênh là một điểm độc đáo của Gold Coast. Hầu hết các nhà mặt tiền kênh đều có phao. Gold Coast Seaway, giữa The Spit và South Stradbroke Island, cho phép tàu đi thẳng ra Thái Bình Dương từ The Broadwater và nhiều khu vực kênh của thành phố. Đê chắn sóng ở hai bên của Seaway ngăn chặn tàu trôi dạt dọc bờ. Một hoạt động bơm cát trên ống Spit dưới biển để tiếp tục quá trình tự nhiên này.
Kênh dân cư lần đầu tiên được xây dựng ở Gold Coast vào những năm 1950 và vẫn đang tiếp tục xây dựng. Hầu hết các kênh đều là các nhánh của sông Nerang, nhưng có nhiều hơn ở phía nam dọc theo Tallebudgera Creek và Currumbin Creek và phía bắc dọc theo Gold Coast Broadwater, đảo South Stradbroke, sông Coomera và phía nam vịnh Moreton. Các kênh đào sớm bao gồm Florida Gardens, Isle of Capri đang được xây dựng vào thời điểm lũ lụt năm 1954. Các kênh được xây dựng gần đây bao gồm Harbour Quays và Riverlinks hoàn thành vào năm 2007. Hiện có hơn 890 kilômét (550 mi) đất xây dựng khu dân cư ven sông trong thành phố, nơi có hơn 80.000 cư dân.

### Bãi biển

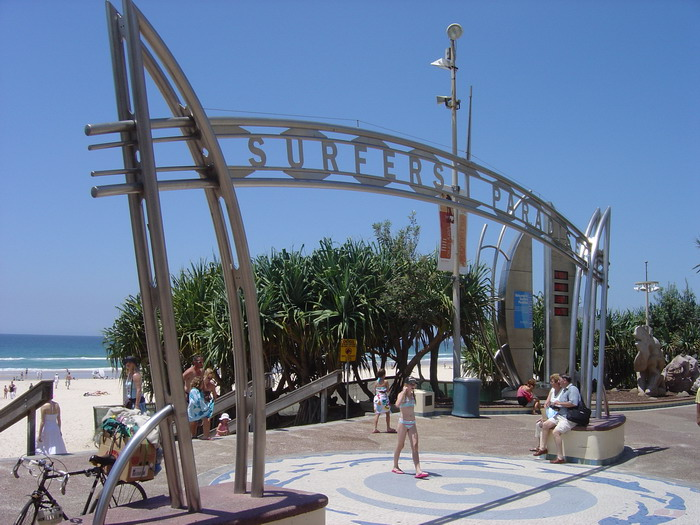
Lối vào bãi biển Surfers Paradise

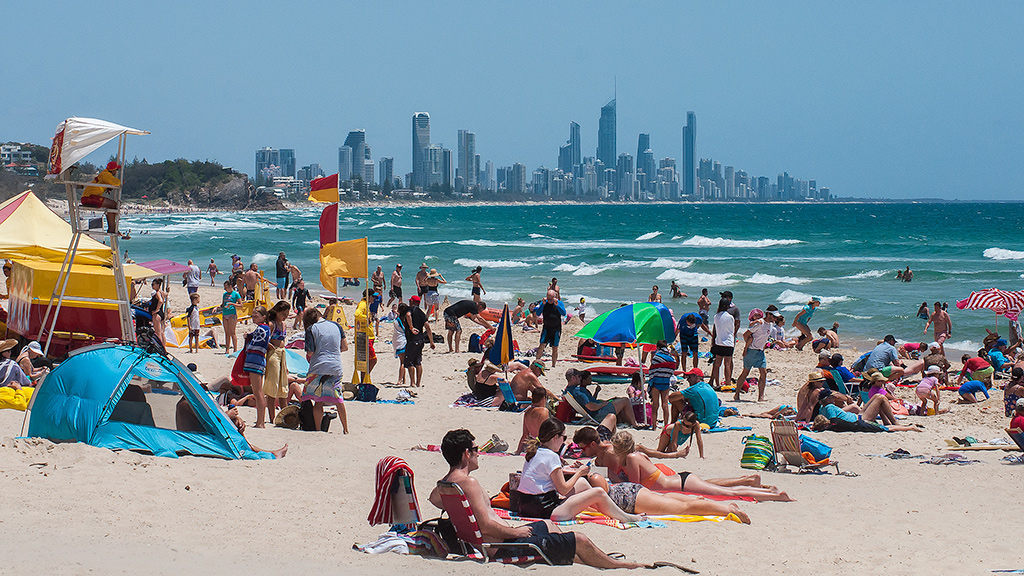
Bãi biển Burleigh Heads

Thành phố bao gồm tỏng cộng 70 km bờ biển với một số điểm lướt sóng phổ biến nhất ở Úc và trên thế giới bao gồm Đảo Nam Stradbroke, the Split, Main beach, Surfers Paradises, Broadbeach, Bãi biển Mermaid, Bãi biển Nobby, Miami, bãi biển Burleigh, Burleigh Heads, Bãi biển Tallebudgera, Bãi biển Palm, Bãi biển Currumbin, Tugun, Bilinga, Kirra, Coolangatta, Greenmount, Vịnh Cầu vồng, Đá Snapper và Bãi biển Froggies. Bãi biển Duranbah là một trong những bãi biển lướt sóng nổi tiếng nhất thế giới và thường được cho là một phần của Thành phố Gold Coast, nhưng thực sự nằm ngay bên kia tiểu bang New South Wales ở Tweed Shire.
Ngoài ra còn có những bãi biển dọc theo nhiều bờ biển thủy triều có thể phục vụ 860 km (530 mi) cho các hoạt động đường thủy. Các bãi biển nội địa nổi tiếng bao gồm Southport, Budds Beach, Marine Stadium, Currumbin Alley, Tallebudgera Estuary, Jacobs Well, Đảo Jabiru, Paradise Point, Harley Labrador Park, Santa Barbara, Boykambil và Evandale Lake.

#### An toàn và quản lý bãi biển
Gold Coast có dịch vụ cứu hộ lướt sóng chuyên nghiệp lớn nhất của Úc để bảo vệ mọi người trên các bãi biển và thúc đẩy an toàn lướt sóng trong cộng đồng. Sở Công nghiệp Tiểu bang Queensland thực hiện Chương trình Kiểm soát Cá mập Queensland (SCP) để bảo vệ những người bơi lội khỏi nguy cơ cá mập tấn công. Cá mập bị bắt bằng cách sử dụng lưới và kéo ra khỏi các bãi biển có du khách. Ngay cả với SCP, cá mập vẫn nằm trong tầm nhìn của những bãi biển tuần tra. Nhân viên cứu hộ sẽ đưa du khách ra khỏi biển nếu có những nguy cơ ảnh hưởng đến sự an toàn.
Bãi biển Gold Coast đã trải qua thời kỳ xói lở bờ biển nghiêm trọng. Năm 1967, một loạt 11 cơn bão đã xóa sổ hầu hết cát từ các bãi biển ở Gold Coast. Chính phủ Queensland đã họp với các kỹ sư từ Đại học Delft ở Hà Lan để tư vấn cho những việc cần làm về xói lở bờ biển. Báo cáo từ Delft được xuất bản năm 1971 và vạch ra một loạt phương án cho Gold Coast bao gồm đường biển Gold Coast, hoạt động tại Narrow Neck dẫn đến Chiến lược bảo vệ bờ biển phía Bắc Gold Coast và tại sông Tweed.
Đến năm 2005 hầu hết các khuyến nghị của Báo cáo Delft năm 1971 đã được thực hiện. Thành phố Gold Coast bắt đầu thực hiện Chiến lược Bảo vệ Bãi biển Palm nhưng đã gặp phải sự phản đối đáng kể từ cộng đồng tham gia vào chiến dịch kháng nghị NO REEF. Hội đồng Thành phố Gold Coast sau đó cam kết hoàn thành việc xem xét các thực tiễn quản lý bãi biển để cập nhật Báo cáo Delft. Kế hoạch quản lý bờ biển Gold Coast sẽ được các tổ chức cung cấp bao gồm Cơ quan Bảo vệ Môi trường, Thành phố Gold Coast và Trung tâm Quản lý Bờ biển Griffith. Gold Coast City cũng đang đầu tư vào chất lượng và năng lực của Gold Coast Oceanway cung cấp phương tiện giao thông bền vững dọc theo các bãi biển Gold Coast.

## Khí hậu
Gold Coast có khí hậu cận nhiệt đới ẩm (phân loại khí hậu Köppen Cfa), với mùa đông ấm áp và mùa hè nóng ẩm. Thành phố có lượng mưa mùa hè đáng kể chủ yếu tập trung ở các cơn dông và mưa lớn với các sự kiện mưa thỉnh thoảng kéo dài tới vài tuần tại thời điểm cho cư dân "mùa hè xanh", trong khi mùa đông se lạnh với ít mưa. Trong thực tế, đó là cho thời tiết mùa đông dễ chịu này mà cả thành phố và Bờ biển Sunshine - khu vực ven biển phía bắc Brisbane — nổi tiếng thế giới. Nhiệt độ cực hạn ghi nhận tại Gold Coast Seaway dao động từ 0,6 °C (33 °F) vào ngày 18 tháng 6 năm 2018 đến 40,5 °C (105 °F) ngày 22 tháng 2 năm 2005, mặc dù thành phố hiếm khi có nhiệt độ trên 35 °C (95 °F)) vào mùa hè hoặc dưới 5 °C (41 °F) vào mùa đông. Nhiệt độ trung bình của biển tại Surfers Paradise dao động từ 21,5 °C (70,7 °F) trong tháng Bảy và tháng Tám đến 27,1 °C (80,8 °F) trong tháng Hai.
| Dữ liệu khí hậu của Gold Coast (1992–2017) | Dữ liệu khí hậu của Gold Coast (1992–2017) | Dữ liệu khí hậu của Gold Coast (1992–2017) | Dữ liệu khí hậu của Gold Coast (1992–2017) | Dữ liệu khí hậu của Gold Coast (1992–2017) | Dữ liệu khí hậu của Gold Coast (1992–2017) | Dữ liệu khí hậu của Gold Coast (1992–2017) | Dữ liệu khí hậu của Gold Coast (1992–2017) | Dữ liệu khí hậu của Gold Coast (1992–2017) | Dữ liệu khí hậu của Gold Coast (1992–2017) | Dữ liệu khí hậu của Gold Coast (1992–2017) | Dữ liệu khí hậu của Gold Coast (1992–2017) | Dữ liệu khí hậu của Gold Coast (1992–2017) | Dữ liệu khí hậu của Gold Coast (1992–2017) |
| Tháng                                      | 1                                          | 2                                          | 3                                          | 4                                          | 5                                          | 6                                          | 7                                          | 8                                          | 9                                          | 10                                         | 11                                         | 12                                         | Năm                                        |
| ------------------------------------------ | ------------------------------------------ | ------------------------------------------ | ------------------------------------------ | ------------------------------------------ | ------------------------------------------ | ------------------------------------------ | ------------------------------------------ | ------------------------------------------ | ------------------------------------------ | ------------------------------------------ | ------------------------------------------ | ------------------------------------------ | ------------------------------------------ |
| Cao kỉ lục °C (°F)                         | 38.5 (101.3)                               | 40.5 (104.9)                               | 36.3 (97.3)                                | 33.3 (91.9)                                | 29.4 (84.9)                                | 27.1 (80.8)                                | 28.9 (84.0)                                | 32.4 (90.3)                                | 33.0 (91.4)                                | 36.8 (98.2)                                | 35.5 (95.9)                                | 39.4 (102.9)                               | 40.5 (104.9)                               |
| Trung bình ngày tối đa °C (°F)             | 28.7 (83.7)                                | 28.6 (83.5)                                | 27.9 (82.2)                                | 25.9 (78.6)                                | 23.6 (74.5)                                | 21.3 (70.3)                                | 21.1 (70.0)                                | 22.0 (71.6)                                | 23.9 (75.0)                                | 25.4 (77.7)                                | 26.8 (80.2)                                | 27.8 (82.0)                                | 25.2 (77.4)                                |
| Tối thiểu trung bình ngày °C (°F)          | 21.8 (71.2)                                | 21.8 (71.2)                                | 20.8 (69.4)                                | 18.3 (64.9)                                | 15.4 (59.7)                                | 13.2 (55.8)                                | 12.0 (53.6)                                | 12.5 (54.5)                                | 14.8 (58.6)                                | 16.8 (62.2)                                | 19.0 (66.2)                                | 20.5 (68.9)                                | 17.2 (63.0)                                |
| Thấp kỉ lục °C (°F)                        | 17.2 (63.0)                                | 17.2 (63.0)                                | 13.4 (56.1)                                | 8.9 (48.0)                                 | 6.6 (43.9)                                 | 0.6 (33.1)                                 | 2.5 (36.5)                                 | 4.2 (39.6)                                 | 7.9 (46.2)                                 | 9.4 (48.9)                                 | 8.2 (46.8)                                 | 14.7 (58.5)                                | 0.6 (33.1)                                 |
| Lượng Giáng thủy trung bình mm (inches)    | 135.8 (5.35)                               | 165.8 (6.53)                               | 121.3 (4.78)                               | 128.8 (5.07)                               | 106.2 (4.18)                               | 119.9 (4.72)                               | 47.1 (1.85)                                | 61.7 (2.43)                                | 43.9 (1.73)                                | 86.1 (3.39)                                | 113.5 (4.47)                               | 132.7 (5.22)                               | 1.273,5 (50.14)                            |
| Số ngày giáng thủy trung bình              | 14.2                                       | 14.6                                       | 15.1                                       | 12.0                                       | 11.6                                       | 10.9                                       | 8.3                                        | 7.2                                        | 8.8                                        | 9.5                                        | 12.0                                       | 12.7                                       | 139.6                                      |
| Độ ẩm tương đối trung bình buổi chiều (%)  | 70                                         | 70                                         | 68                                         | 65                                         | 62                                         | 58                                         | 55                                         | 56                                         | 62                                         | 66                                         | 68                                         | 69                                         | 64                                         |
| Nguồn:                                     |                                            |                                            |                                            |                                            |                                            |                                            |                                            |                                            |                                            |                                            |                                            |                                            |                                            |

## Cơ quan chính phủ

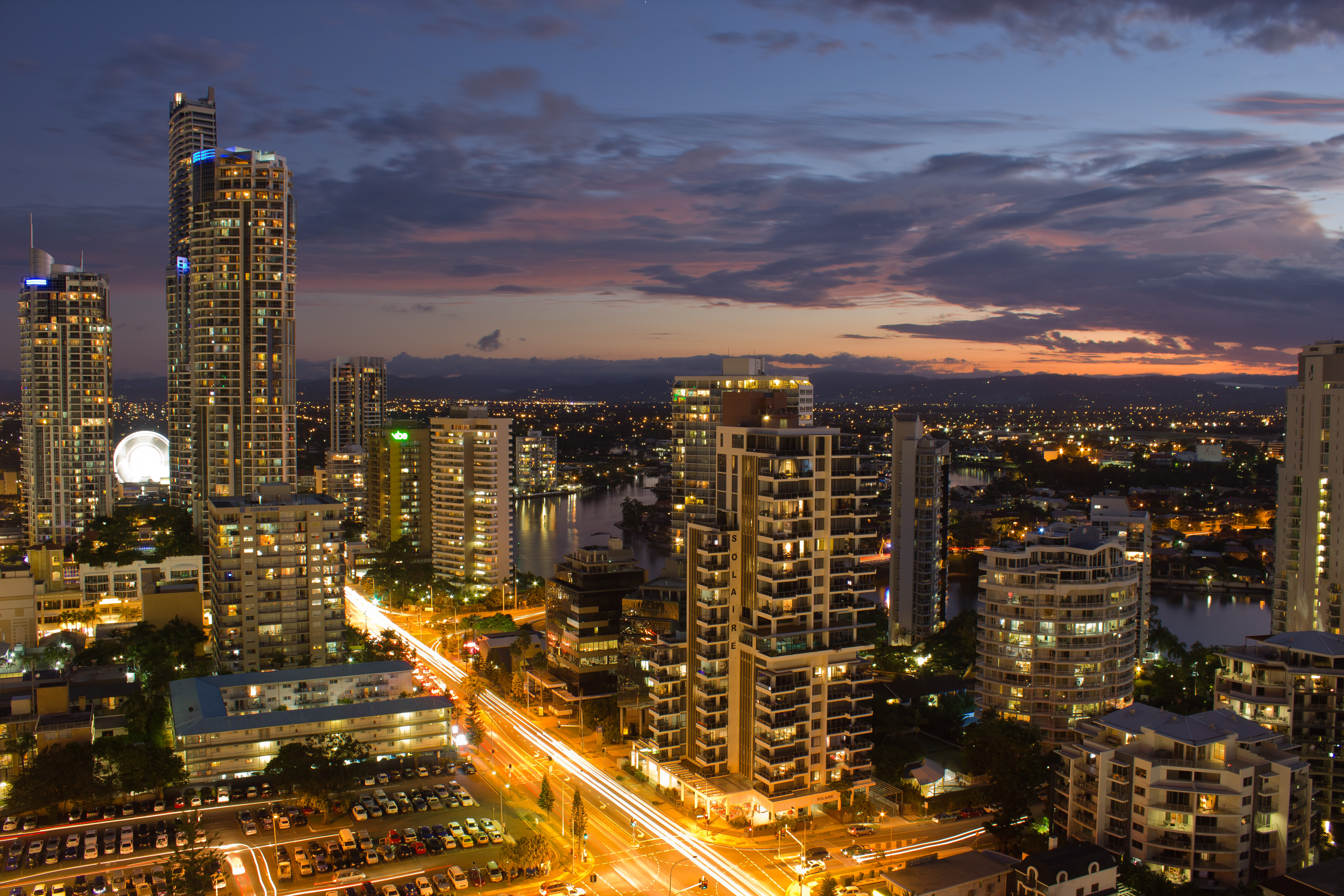
Một góc Gold Coast, 2011

Về mặt hành chính, Gold Coast là một khu vực chính quyền địa phương được gọi là Thành phố Gold Coast. Hội đồng Thành phố Gold Coast có 14 ủy viên hội đồng được bầu, mỗi người đại diện cho một bộ phận của Thành phố. Doanh nhân Tom Tate là Thị trưởng hiện tại của Gold Coast, lần đầu tiên được bầu vào năm 2012. Cựu thị trưởng bao gồm Ron Clake, Gary Baildon, Lex Bell, Ray Stevens, Ern Harley và Sir Bruce Small, người chịu trách nhiệm cho sự phát triển của nhiều kênh bất động sản hiện nay là nơi cư trú của hàng ngàn cư dân Gold Coast.
Ở cấp tiểu bang, khu vực Gold Coast được đại diện bởi mười một thành viên trong Hội đồng lập pháp của Queensland. Những chiếc ghế mà họ nắm giữ là: Bonney, Broadwater, Burleigh, Coomera, Currumbin, Gaven, Bãi biển Mermaid, Mudgeeraba, Southport, Surfers Paradise và Theodore. Liên bang, khu vực Gold Coast được chia giữa năm bộ phận trong Hạ viện: Fadden (phía bắc), Moncrieff (trung tâm) và McPherson (phía nam) nằm hoàn toàn trong Gold Coast, trong khi Forde (tây bắc) và Wright (phía nam) -west) bao gồm các phần của Gold Coast và các khu vực khác của Đông Nam Queensland.
Về mặt chính trị, Gold Coast thường nghiêng về sự bảo thủ. Đó là một pháo đài của Đảng Quốc gia Úc trong hầu hết ba thập kỷ đầu tiên sau chiến tranh thế giới thứ hai, nhưng việc đô thị hoá ngày càng tăng đã làm cho nó trở thành 1 thành trì của Đảng Tự do Úc. Công đảng Úc trong lịch sử chỉ thực hiện tốt ở Labrador và Coolangatta. Chỉ có một lao động MP đã từng đại diện cho một phần đáng kể của Gold Coast ở cấp liên bang kể từ năm 1949; ba bộ phận của Gold Coast chỉ trả lại đảng Tự do từ năm 1984. Ở cấp bang, công đảng khá cạnh tranh ở Gold Coast trong hầu hết phần đầu của thế kỷ 21. Tuy nhiên, như một phần của cuộc "lở đất" trong cuộc bầu cử bang 2012, Đảng Tự do Quốc gia giành được mọi ghế ở đó. Các LNP lặp đi lặp lại của nó giành hết ghế ở Gold Coast tại cuộc bầu cử năm 2015, và giữ lại tất cả, nhưng một ghế Gold Coast tại cuộc bầu cử bang 2017.
Tòa án Southport là tòa án lớn của thành phố và có thẩm quyền xét xử các tội phạm hình sự nhỏ và các vấn đề dân sự lên tới 250.000 đô la. Các tội phạm có thể đoán trước, án tụng hình sự và các vấn đề dân sự trên 250.000 đô la được nghe thấy tại Tòa án Tối cao Queensland, tọa lạc tại Brisbane. Có các Tòa Sơ thẩm, cũng nằm ở vùng ngoại ô phía bắc và phía nam của Beenleigh và Coolangatta.

## Kinh tế

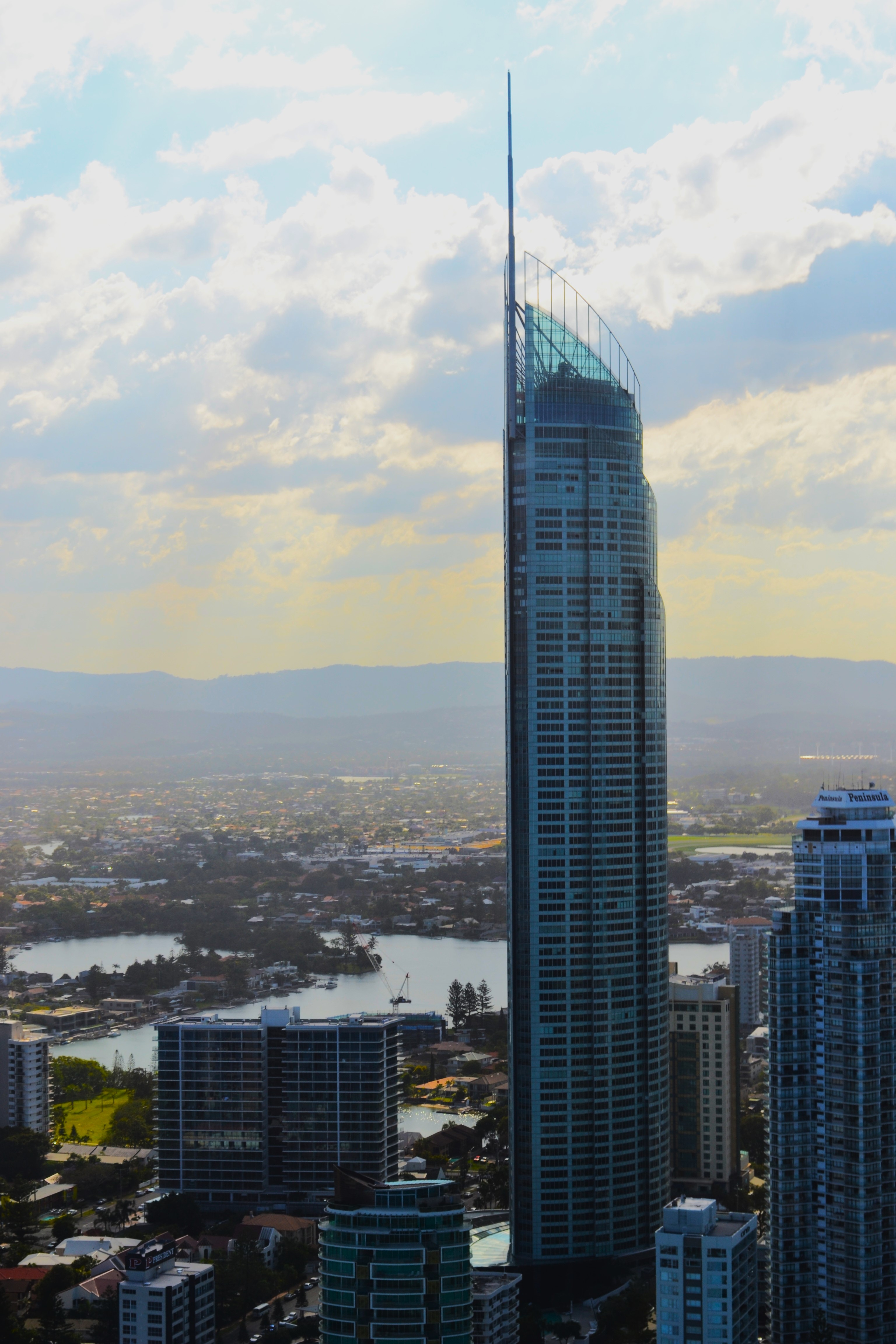
Q1 là tòa nhà cao nhất ở Úc tính đến hiện tại và là cao nhất thế giới khi mới xây xong năm 2005 (nay đứng thứ 6)

Trong năm mươi năm, Gold Coast đã phát triển từ một điểm đến kỳ nghỉ bên bờ biển nhỏ đến thành phố lớn thứ sáu của Úc (và thành phố không phải thủ phủ đông dân nhất của đất nước). Nằm trong hành lang phát triển của Đông Nam Queensland, Gold Coast là một trong những thành phố lớn phát triển nhanh nhất của Úc, với tốc độ tăng trưởng dân số trung bình hàng năm 5 năm vào năm 2015 là 1,8%, so với 1,5% trên toàn quốc. Tổng sản phẩm khu vực đã tăng từ 9,7 tỷ đô la năm 2001, lên 15,6 tỷ đô la trong năm 2008, tăng 61 phần trăm. Du lịch vẫn là nền tảng cho nền kinh tế của thành phố Gold Coast, với gần 10 triệu du khách mỗi năm đến khu vực này. Trong quá khứ nền kinh tế đã được thúc đẩy bởi các ngành công nghiệp có nguồn gốc dân số của xây dựng, du lịch và bán lẻ. Một số đa dạng hóa đã diễn ra, với thành phố hiện nay có một cơ sở công nghiệp được hình thành từ các ngành công nghiệp biển, giáo dục, truyền thông và công nghệ, thực phẩm, du lịch, sáng tạo, môi trường và thể thao. Chín ngành công nghiệp này đã được Hội đồng Thành phố Gold Coast xác định là ngành công nghiệp trọng điểm để mang lại sự thịnh vượng kinh tế của thành phố. Tỷ lệ thất nghiệp của Gold Coast (5,6 phần trăm) thấp hơn mức quốc gia (5,9 phần trăm). Tuyên bố Southport là khu kinh doanh trung tâm Gold Coast (CBD) và Khu vực phát triển ưu tiên (PDA), cũng như đầu tư mới vào CBD, đang thúc đẩy sự thay đổi mang tính biến đổi và tạo cơ hội kinh doanh và đầu tư mới.

### Du lịch

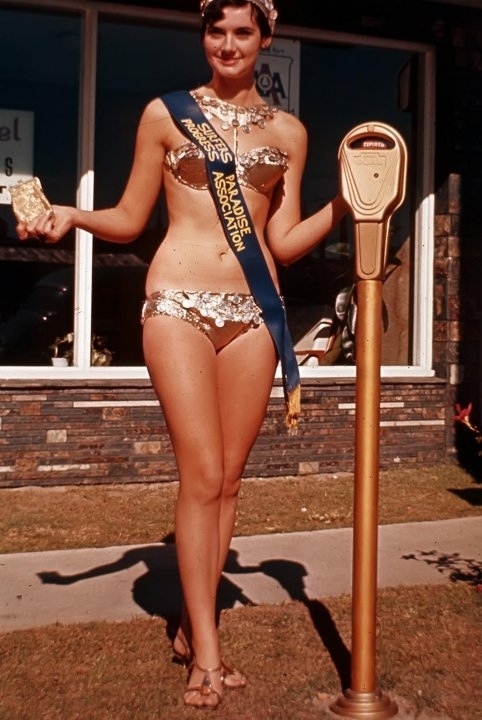
Nhân viên nữ Surfers Paradise xuất hiện từ năm 1965 và được xem là biểu tượng của Gold Coast.

Khoảng 10 triệu du khách đến thăm khu vực Gold Coast mỗi năm: 849.114 lượt khách quốc tế, 3.468.000 lượt khách nội địa qua đêm và 5.366.000 lượt khách tham quan trong ngày. Du lịch là ngành công nghiệp lớn nhất trong khu vực, trực tiếp đóng góp hơn 4,4 tỷ đô la vào nền kinh tế thành phố mỗi năm và trực tiếp chiếm một trong bốn công việc trong thành phố. Có khoảng 65.000 giường, 60 km (37 dặm) bãi biển, 600 km (370 dặm) kênh, 100.000 ha khu bảo tồn thiên nhiên, 500 nhà hàng, 40 sân gôn và năm công viên giải trí lớn trong thành phố. Đã có nhiều triển vọng và đề xuất khác nhau được đưa ra cho nhiều công viên chủ đề hơn nữa.
Sân bay Gold Coast cung cấp kết nối trên khắp Australia với các hãng hàng không bao gồm Jetstar, Virgin Australia và Tiger Airways. Các dịch vụ quốc tế từ Nhật Bản, New Zealand, Singapore và Malaysia cũng hạ cánh tại sân bay Gold Coast với các hãng hàng không như Flyscoot, Jetstar, Qantas, Air New Zealand, Virgin Australia và Airasia X. Sân bay Brisbane cách trung tâm Gold Coast chưa đầy một giờ, và có tàu đi lại giữa hai khu vực này trực tiếp hoạt động.
Du lịch là ngành công nghiệp chính của Gold Coast, tạo ra tổng doanh thu 2,5 tỷ đô la mỗi năm. Gold Coast là điểm du lịch phổ biến nhất ở Queensland. Đây là điểm đến thu hút khách du lịch quốc tế đứng thứ 5 tại Úc.
Thành phố có hơn 13.000 phòng nghỉ có sẵn, đóng góp hơn 335 triệu USD cho nền kinh tế địa phương mỗi năm. Lựa chọn chỗ ở có sẵn từ các ký túc xá cho khách ba lô đến các khu nghỉ dưỡng và khách sạn năm sao. Các điểm du lịch bao gồm các bãi biển lướt sóng, và các công viên giải trí bao gồm Dreamworld, Thế giới biển, Thế giới nước Wet'n'Wild, Thế giới phim Warner Bros., WhiteWater World, Khu bảo tồn động vật hoang dã Currumbin, Công viên hoang dã David Fleay, Australian Outback Spectacular và Paradise Country.
Kể từ khi khai trương tòa tháp dân cư cao nhất thế giới vào năm 2005 (nay là cao thứ năm), tòa nhà Q1 đã trở thành điểm đến cho khách du lịch và người dân địa phương. Đây là điểm thuận lợi công cộng cao thứ hai ở bán cầu nam sau Eureka Tower ở Melbourne. Các đài quan sát ở tầng 77 là cao nhất của loại công trình này ở Queensland và cung cấp quang cảnh trong tất cả các hướng, từ Brisbane đến Byron Bay. Nó tháp qua chân trời Surfers Paradise, với sàn quan sát cao 230 mét (755 feet), và ngọn tháp kéo dài gần một trăm mét nữa. Tổng cộng, chiều cao của Q1 là 322,5 mét (1058 feet). Một điểm thu hút khách du lịch nổi tiếng khác là người hầu nữ Surfers Paradise Meter, được thành lập vào năm 1965 để đưa ra một bước ngoặt tích cực về các quy định đỗ xe mới. Để tránh vé được phát hành cho bãi đậu xe hết hạn, các nhân viên nữ Meter Maids phân chia tiền xu vào đồng hồ và để lại một thẻ gọi điện thoại dưới gạt nước kính chắn gió của chiếc xe. Người hầu nữ vẫn là một phần của văn hóa Surfers Paradise nhưng chương trình hiện đang được điều hành bởi doanh nghiệp tư nhân.
Phố người Hoa ở Gold Coast, là một phần không thể thiếu trong việc khôi phục Southport như một khu trung tâm quốc tế.

## Giáo dục

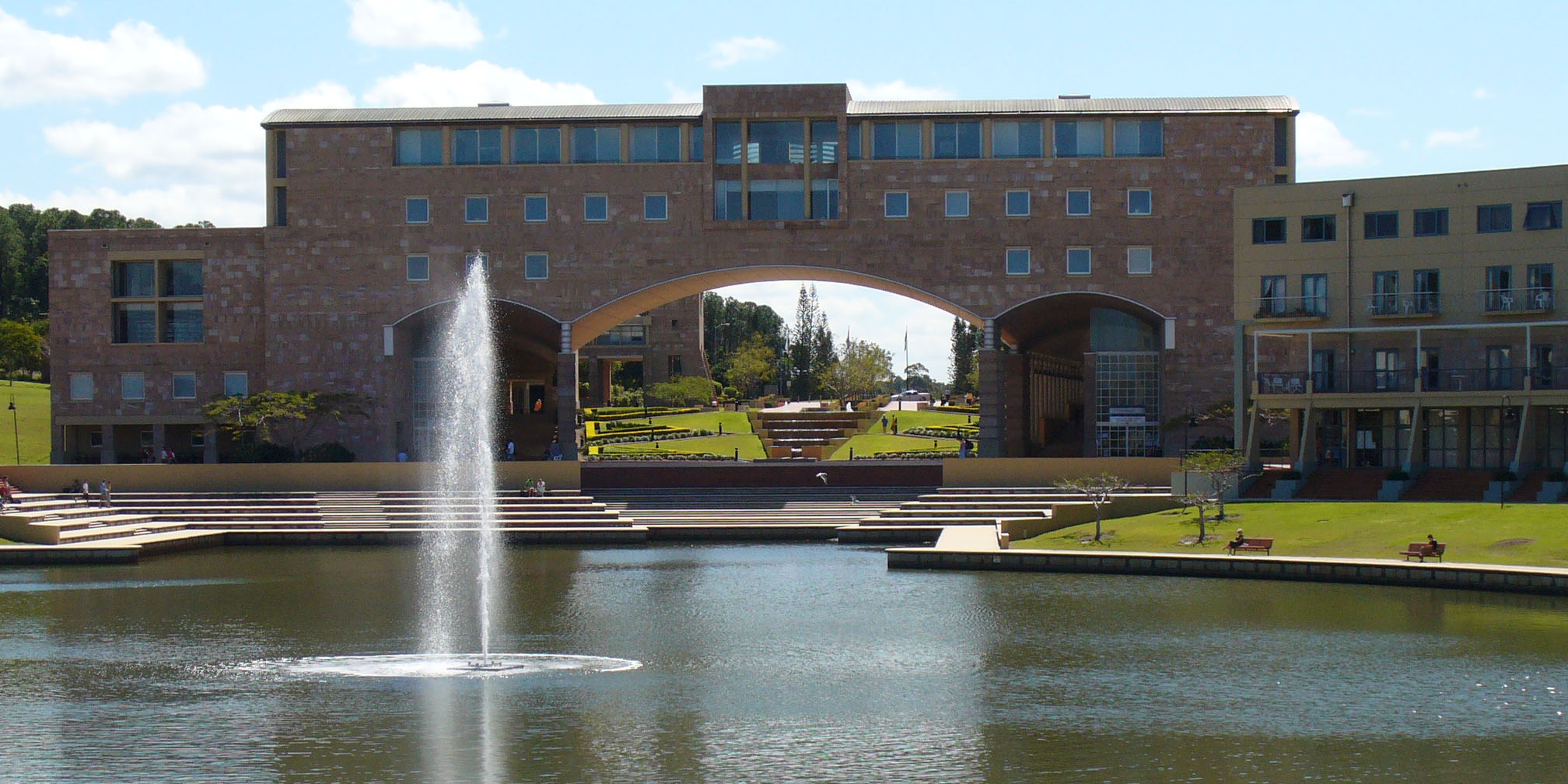
Đại học Bond ở gần hồ Varsity

### Cao đẳng và đại học
Gold Coast là nơi có hai trường đại học lớn: Đại học Bond tại Robina và Đại học Griffith ở Southport. Đại học Southern Cross cũng điều hành một khuôn viên nhỏ hơn ở Bilinga gần sân bay Gold Coast. Học viện Kỹ thuật và Giáo dục Bổ sung Gold Coast (TAFE) có năm cơ sở tại Southport, Ridgeway (Ashmore), Benowa, Coomera và Coolangatta.

### Trường học và thư viện
Có hơn 100 trường tiểu học và trung học, cả công lập lẫn tư nhân và nhiều loại giáo phái, bao gồm cả trường trung học chọn lọc của Học viện Khoa học Y tế Queensland và các trường tư thục độc lập Trường Southport và Trường St Hilda. Trường công lập được thành lập lâu nhất ở Gold Coast là Trường Trung học Southport, ban đầu được khai trương vào năm 1916. Có một số thư viện nằm trên Gold Coast.

## Giao thông
Chiếc xe là phương tiện vận chuyển chủ yếu ở Gold Coast, với hơn 70% người sử dụng nó như là phương tiện duy nhất của họ đi du lịch để làm việc. Gold Coast có một mạng lưới rộng lớn các tuyến đường huyết mạch kết nối các vùng ngoại ô ven biển với các vùng ngoại ô nội địa. Trong những năm gần đây, chính quyền địa phương và tiểu bang đã đầu tư tiền vào cơ sở hạ tầng giao thông ho Gold Coast để chống lại sự ùn tắc ngày càng tăng trên nhiều con đường của thành phố. Gold Coast có mạng lưới giao thông công cộng rộng lớn bao gồm xe buýt, đường sắt hạng nặng và tuyến đường sắt mới để đi làm, tham quan các điểm tham quan và đi đến các điểm đến khác.

### Đường bộ

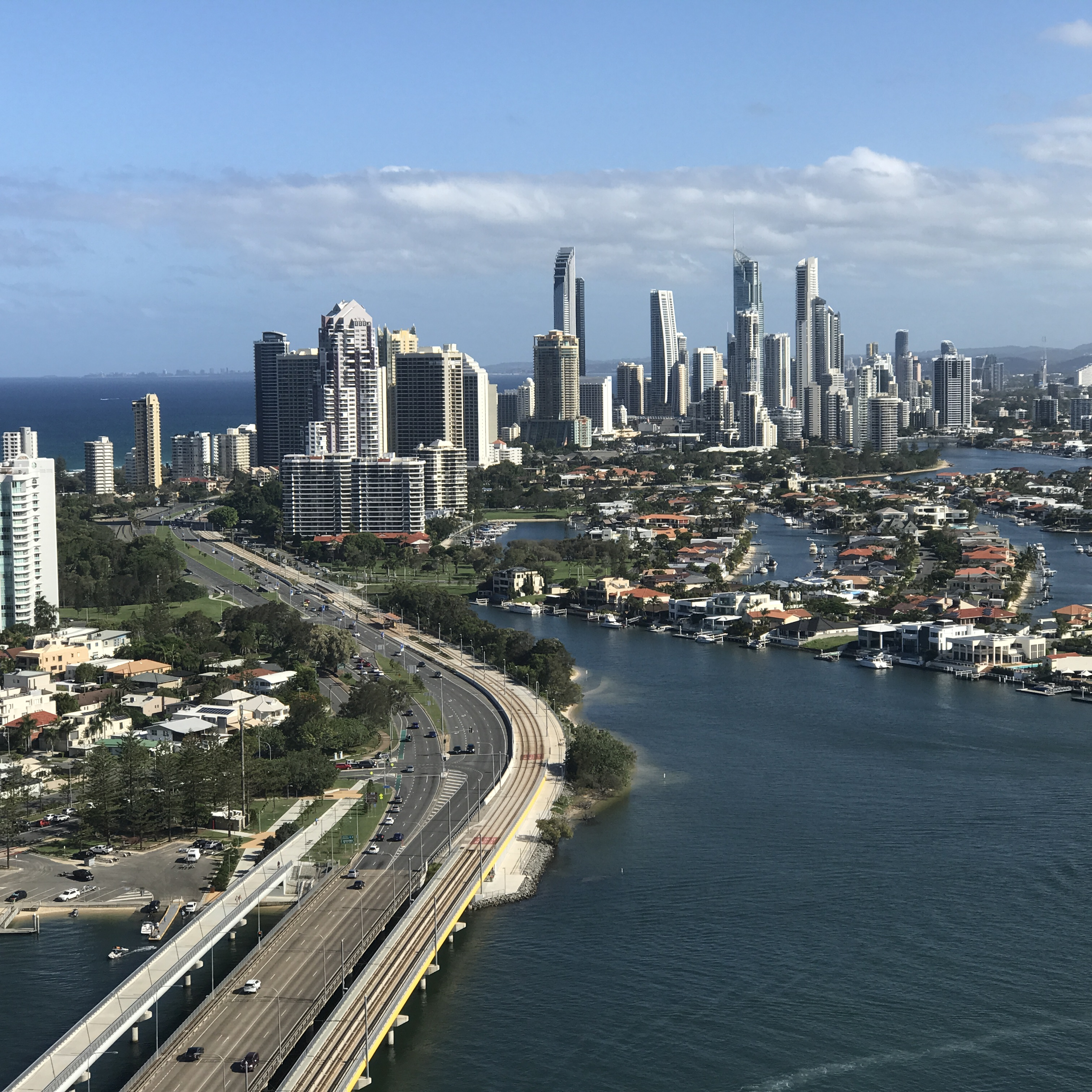
Xa lộ Gold Coast và G:link đi ngang qua sông Nerang

Một số tuyến đường chính kết nối Gold Coast với Brisbane, New South Wales và các khu vực xung quanh. Đường cao tốc Thái Bình Dương (M1) là đường cao tốc chính trong khu vực. Bắt đầu từ đường cao tốc Logan (M6) ở Brisbane, nó đi qua vùng nội địa Gold Coast và nối với đường cao tốc Thái Bình Dương tại biên giới New South Wales / Queensland gần Tweed Heads. Trước khi Tugun Bypass được hoàn thành vào năm 2008, xa lộ kết thúc tại Tugun. Đường cao tốc Gold Coast phục vụ các vùng ngoại ô ven biển của Gold Coast, bao gồm Surfers Paradise, Southport và Burleigh Heads. Bắt đầu từ Đường cao tốc Thái Bình Dương tại Tweed Heads, nó chạy song song với bờ biển cho đến khi nó đến Labrador, nơi nó quay vào nội địa để tái hợp Đường cao tốc Thái Bình Dương một lần nữa tại Helensvale. Các tuyến đường huyết mạch khác bao gồm Đường cao tốc Smith Street nối Southport, CBD của Gold Coast với tuyến M1 tại Parkwood. Các tuyến đường chính khác bao gồm Đường Reedy Creek, Đường Nerang – Broadbeach, Đường Robina và Đường Southport – Burleigh.

### Đường sắt ánh sáng

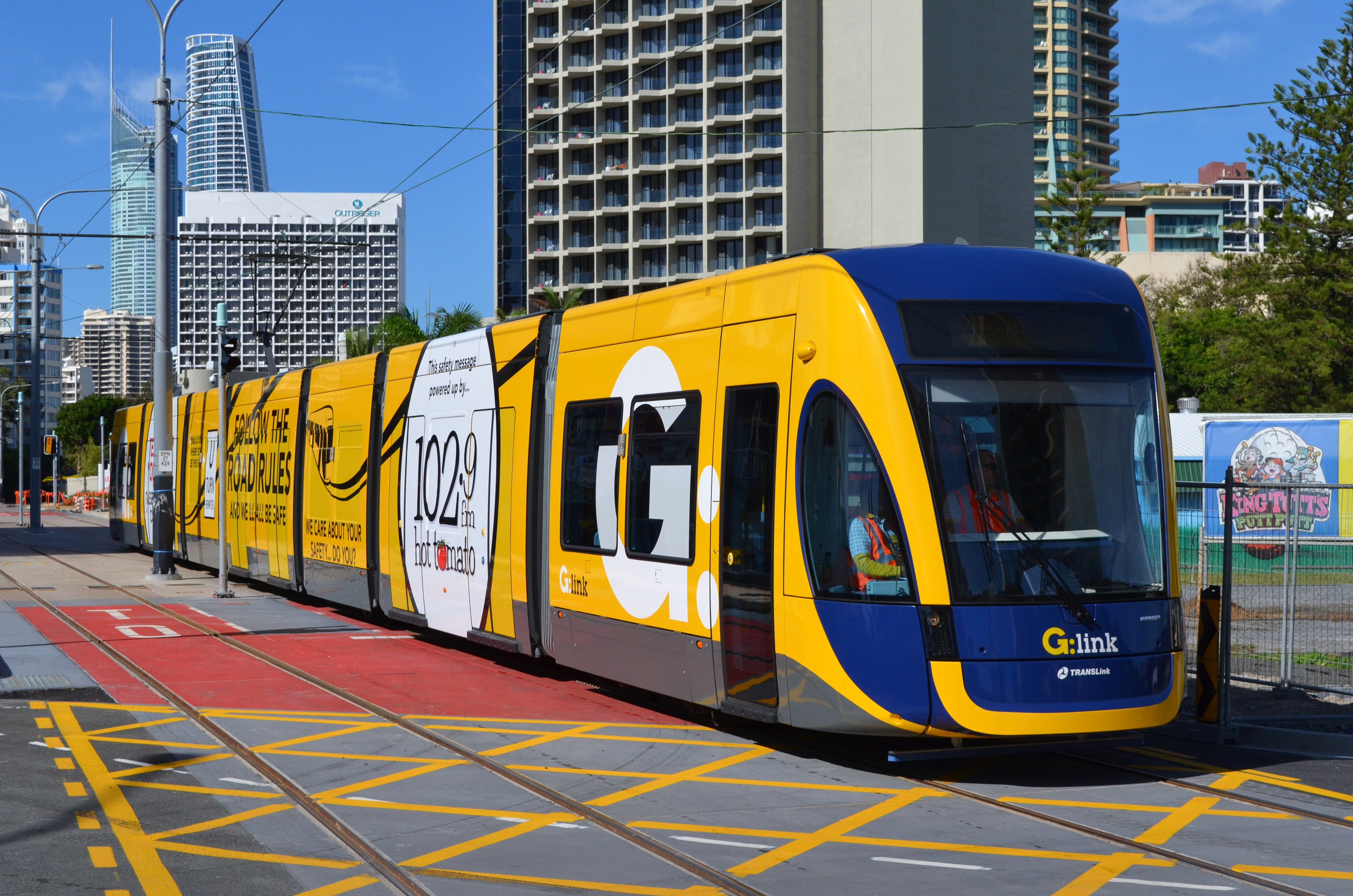
Xe điện G: link trên Đại lộ Surfers Paradise

Dịch vụ đường sắt ánh sáng của Gold Coast được gọi là G: link, một đường dài 20 km (12 dặm) giữa Helensvale và Broadbeach cũng kết nối các trung tâm hoạt động chính của Southport và Surfers Paradise. Liên kết G: được mở vào năm 2014 giữa Broadbeach và Southport, với một phần mở rộng cho Helensvale hoàn thành vào năm 2017 để chuẩn bị cho Đại hội Thịnh vượng chung 2018.

### Đường sắt
Queensland Rail khai thác dịch vụ đường sắt từ Brisbane đến Gold Coast dọc theo tuyến đường sắt Gold Coast. Tuyến đường đi theo tuyến đường tương tự như tuyến đường sắt Beenleigh của Brisbane, tiếp tục sau khi đến Beenleigh. Sau đó nó đi theo một tuyến đường tương tự như của Đường cao tốc Thái Bình Dương, đi qua các ga tại Ormeau, Coomera, Helensvale, Nerang và Robina trước khi kết thúc tại Varsity Lakes. Việc mở rộng tuyến Gold Coast đến Sân bay Gold Coast được đề xuất.

### Xe buýt
Nhà cung cấp dịch vụ xe buýt công cộng chính của Gold Coast là Surfside Buslines. Đây là một phần của mạng lưới TransLink phối hợp phương tiện giao thông công cộng ở Đông Nam Queensland. Các dịch vụ thường xuyên trong ngày, với khoảng thời gian ít nhất là 5 phút giữa Southport và Burleigh Heads.

### Sân bay
Sân bay Gold Coast nằm ở Coolangatta, cách Surfers Paradise khoảng 22 km về phía nam. Các dịch vụ trung chuyển được cung cấp đến các thủ phủ liên bang và các thành phố khác của Úc cũng như các thành phố lớn của New Zealand, Malaysia, Nhật Bản và Singapore. Đây là sân bay bận rộn thứ sáu ở Úc.